# Calcolo di pi greco
Esistono diversi metodi per il calcolo di pi greco (π).

## Metodi standard

### Cerchi
π può essere ottenuto a partire da un cerchio di raggio ed area noti, essendo l'area data dalla formula: 
{\displaystyle A=\pi r^{2}\,\!,}
che permette di calcolare esplicitamente π:
{\displaystyle \pi =A/r^{2}.}
Se un cerchio di raggio r viene disegnato con il suo centro nel punto (0,0), qualsiasi punto la cui distanza dall'origine sia minore o uguale a r sarà all'interno del cerchio. Il teorema di Pitagora dà il quadrato della distanza di qualsiasi punto (x,y) dall'origine:
{\displaystyle d^{2}=x^{2}+y^{2}.}
Il "foglio da disegno" matematico è costruito pensando quadrati di lato unitario centrati attorno ad ogni punto (x,y), dove x e y sono gli interi compresi fra -r e r. I quadrati i cui centri siano dentro o sulla circonferenza possono essere contati verificando per ciascuno se
{\displaystyle x^{2}+y^{2}\leq r^{2}.}
Il numero di punti che soddisfano la condizione approssima allora l'area del cerchio, che può essere usata per calcolare un'approssimazione di {\displaystyle \pi }.
La formula può essere scritta come:
{\displaystyle \pi \approx {\frac {1}{r^{2}}}\sum _{x=-r}^{r}\;\sum _{y=-r}^{r}{\Big (}1{\hbox{ se }}x^{2}+y^{2}\leq r^{2},\;0{\hbox{ altrimenti}}{\Big )}.}
In altre parole, si comincia scegliendo un valore di r; si considerano tutti i punti (x,y) per i quali sia x sia y siano interi compresi fra −r e r. Partendo da zero, si aggiunge uno per ciascun punto la cui distanza dall'origine (0,0) sia minore o uguale a r. Al termine, si divide la somma così ottenuta — rappresentante l'area del cerchio di raggio r — per l'intero r2 per trovare un'approssimazione di π. Si ottengono migliori approssimazioni per valori maggiori di r.
Per esempio, se r è 5, allora i punti considerati sono:
| (−5,5)  | (−4,5)  | (−3,5)  | (−2,5)  | (−1,5)  | (0,5)  | (1,5)  | (2,5)  | (3,5)  | (4,5)  | (5,5)  |
| (−5,4)  | (−4,4)  | (−3,4)  | (−2,4)  | (−1,4)  | (0,4)  | (1,4)  | (2,4)  | (3,4)  | (4,4)  | (5,4)  |
| (−5,3)  | (−4,3)  | (−3,3)  | (−2,3)  | (−1,3)  | (0,3)  | (1,3)  | (2,3)  | (3,3)  | (4,3)  | (5,3)  |
| (−5,2)  | (−4,2)  | (−3,2)  | (−2,2)  | (−1,2)  | (0,2)  | (1,2)  | (2,2)  | (3,2)  | (4,2)  | (5,2)  |
| (−5,1)  | (−4,1)  | (−3,1)  | (−2,1)  | (−1,1)  | (0,1)  | (1,1)  | (2,1)  | (3,1)  | (4,1)  | (5,1)  |
| (−5,0)  | (−4,0)  | (−3,0)  | (−2,0)  | (−1,0)  | (0,0)  | (1,0)  | (2,0)  | (3,0)  | (4,0)  | (5,0)  |
| (−5,−1) | (−4,−1) | (−3,−1) | (−2,−1) | (−1,−1) | (0,−1) | (1,−1) | (2,−1) | (3,−1) | (4,−1) | (5,−1) |
| (−5,−2) | (−4,−2) | (−3,−2) | (−2,−2) | (−1,−2) | (0,−2) | (1,−2) | (2,−2) | (3,−2) | (4,−2) | (5,−2) |
| (−5,−3) | (−4,−3) | (−3,−3) | (−2,−3) | (−1,−3) | (0,−3) | (1,−3) | (2,−3) | (3,−3) | (4,−3) | (5,−3) |
| (−5,−4) | (−4,−4) | (−3,−4) | (−2,−4) | (−1,−4) | (0,−4) | (1,−4) | (2,−4) | (3,−4) | (4,−4) | (5,−4) |
| (−5,−5) | (−4,−5) | (−3,−5) | (−2,−5) | (−1,−5) | (0,−5) | (1,−5) | (2,−5) | (3,−5) | (4,−5) | (5,−5) |
I 12 punti (0,±5), (±5,0), (±3,±4), (±4,±3) sono esattamente sulla circonferenza, e ci sono 69 punti completamente all'interno, così l'area approssimata vale 81, e π vale in questa approssimazione 3.24. Risultati per diversi r sono riportati nella tabella seguente:
| r    | Area    | Approssimazione di π |
| ---- | ------- | -------------------- |
| 2    | 13      | 3.25                 |
| 3    | 29      | 3.22222              |
| 4    | 49      | 3.0625               |
| 5    | 81      | 3.24                 |
| 10   | 317     | 3.17                 |
| 20   | 1257    | 3.1425               |
| 100  | 31417   | 3.1417               |
| 1000 | 3141549 | 3.141549             |

In modo simile, gli algoritmi più complessi riportati di seguito coinvolgono calcoli ripetuti di qualche tipo, e portano ad approssimazioni migliori al crescere del numero di calcoli.

### Frazioni continue
A parte la rappresentazione in termini di frazioni continue [3; 7, 15, 1, 292, 1, 1, …], che non mostra alcuno schema riconoscibile, π ha molte rappresentazioni come frazione continua generalizzata, incluse le seguenti:
{\displaystyle \pi =3+{\cfrac {1}{6+{\cfrac {9}{6+{\cfrac {25}{6+{\cfrac {49}{6+{\cfrac {81}{6+{\cfrac {121}{\ddots \,}}}}}}}}}}}}}
{\displaystyle {\frac {4}{\pi }}=1+{\cfrac {1}{3+{\cfrac {4}{5+{\cfrac {9}{7+{\cfrac {16}{9+{\cfrac {25}{11+{\cfrac {36}{13+{\cfrac {49}{\ddots }}}}}}}}}}}}}}}
(Altre rappresentazioni si trovano presso The Wolfram Functions Site.)

### Trigonometria
La serie di Gregory-Leibniz
{\displaystyle {\frac {\pi }{4}}={\frac {1}{1}}-{\frac {1}{3}}+{\frac {1}{5}}-{\frac {1}{7}}+\cdots +{\frac {(-1)^{i}}{2i+1}}+\cdots }
è la serie di potenze di arctan(x) nel caso particolare {\displaystyle x=1}; la sua velocità di convergenza è troppo lenta perché sia di interesse pratico. Comunque, la serie converge molto più rapidamente per piccoli valori di  {\displaystyle x}; si giunge quindi a formule dove  {\displaystyle \pi } si ricava come somma di tangenti razionali, come quella di John Machin:
{\displaystyle {\frac {\pi }{4}}=4\arctan {\frac {1}{5}}-\arctan {\frac {1}{239}}}
Formule per {\displaystyle \pi } di questo tipo sono note come formule di tipo Machin.
Considerando un triangolo equilatero ed osservando che 
{\displaystyle \sin \left({\frac {\pi }{6}}\right)={}^{1}\!\!/\!{}_{2}}
si trova che:
{\displaystyle \pi =3\sum _{n=0}^{\infty }{\frac {(2n)!}{n!^{2}(2n+1)2^{4n}}}=3+{\frac {1}{8}}+{\frac {9}{640}}+{\frac {15}{7168}}+...}

### L'algoritmo Salamin-Brent
L'algoritmo di Salamin-Brent fu scoperto indipendentemente da Richard Brent e Eugene Salamin nel 1975.  Permette di calcolare {\displaystyle \pi } fino a N cifre significative in un tempo proporzionale a N log(N) log(log(N)), molto più velocemente delle formule trigonometriche.

## Metodi di estrazioni di cifre

### Formula BBP (base 16)
La formula BBP (Bailey-Borwein-Plouffe) per calcolare {\displaystyle \pi } fu scoperta nel 1995 da Simon Plouffe.  La formula calcola {\displaystyle \pi } in base 16 senza bisogno di calcolare le cifre precedenti ("estrazione di cifre").

{\displaystyle \pi =\sum _{n=0}^{\infty }\left({\frac {4}{8n+1}}-{\frac {2}{8n+4}}-{\frac {1}{8n+5}}-{\frac {1}{8n+6}}\right)\left({\frac {1}{16}}\right)^{n}}

### Miglioramento di Bellard (base 64)
Una formula alternativa per il calcolo di {\displaystyle \pi } in base 64 venne derivato da Fabrice Bellard; tale metodo permette di calcolare cifre il 43% più velocemente.
{\displaystyle \pi ={\frac {1}{2^{6}}}\sum _{n=0}^{\infty }{\frac {(-1)^{n}}{2^{10n}}}\left(-{\frac {2^{5}}{4n+1}}-{\frac {1}{4n+3}}+{\frac {2^{8}}{10n+1}}-{\frac {2^{6}}{10n+3}}-{\frac {2^{2}}{10n+5}}-{\frac {2^{2}}{10n+7}}+{\frac {1}{10n+9}}\right)}

### Estensione ad una base arbitraria
Nel 1996, Simon Plouffe ha ottenuto un algoritmo per calcolare cifre di {\displaystyle \pi } in una base arbitraria in un tempo O(n3log(n)3).

### Miglioramento usando la formula di Gosper
Nel 1997, Fabrice Bellard ha migliorato la formula di Plouffe per l'estrazione di cifre in una base arbitraria, riducendo il tempo di calcolo a O(n2).

## Progetti

### Pi Hex
Il progetto Pi Hex, terminato nel 2000, ha calcolato cifre binarie di {\displaystyle \pi } su una rete distribuita impiegando parecchie centinaia di computer.

### Background pi
Ispirato da Pi Hex and Project Pi, Background Pi cerca di calcolare cifre decimali sequenzialmente. È in fase di sviluppo una nuova versione, che gestisca diversi progetti con un'interfaccia più amichevole rispetto al BOINC.